# Le Blanc-Mesnil
Le Blanc-Mesnil er en kommune i de nordøstlige forstæder til Paris i Frankrig. Det er beliggende 12,6 km fra centrum af Paris, mellem Aéroport Paris-Charles de Gaulle og le Bourget lufthavnen. Den har 50.910 indbyggere (2009) og hører til bydelen Le Raincy.
Byen er historisk knyttet til William Lamoignon af Blancmesnil, en fransk statsmand fra den berømte parisiske familie Potier Blancmesnil på Delley Guard og lærte Alembert[kilde mangler].
Det er i denne bydel skuespilleren/komikeren Jamel Debbouze er født.